# 広島市立中野東小学校
広島市立中野東小学校（ひろしましりつなかのひがししょうがっこう）は、広島県広島市安芸区中野5丁目にある公立小学校。

## 沿革
- 1978年(昭和58年)4月1日 - 開校

## 通学区域
- 中野四丁目(一部)、中野五丁目(一部)、中野六丁目、中野七丁目(一部)、中野町(一部)、中野東五丁目から七丁目、中野東町(一部)[1]

## 進学先中学校
- 広島市立瀬野川中学校[1]

## 交通アクセス
- JR西日本山陽本線 中野東駅下車徒歩3分[2]